# Poppin'
«Poppin'» es una canción del cantante estadounidense de R&B Chris Brown. Es el quinto y último sencillo de su álbum debut. Fue lanzado el 21 de noviembre de 2006 por Jive Records. Fue escrito por Andre Harris, Vidal Davis y Johntá Austin; y producido por Dre & Vidal. En una entrevista para la radio en Miami, Florida, Brown declaró que no va a grabar ningún videoclip para la canción. Debutó en el Billboard Hot 100 en la posición 82, el 5 de diciembre de 2006; y su máxima posición fue la 42 el 6 de febrero de 2007.

## Información
La letra de la canción alaba los atributos físicos de una chica.

## Remix
El remix oficial de "Poppin'" cuenta con la colaboración de los raperos estadounidenses Lil Wayne y Juelz Santana.

## Posicionamiento
| Listas (2007)                             | Posición máxima |
| ----------------------------------------- | --------------- |
| Estados Unidos (Billboard Hot 100)        | 42              |
| Estados Unidos Hot Rap Tracks (Billboard) | 5               |

- Datos: Q119693